# Galeriowiec przy ulicy Powstańców Śląskich 82-94 we Wrocławiu

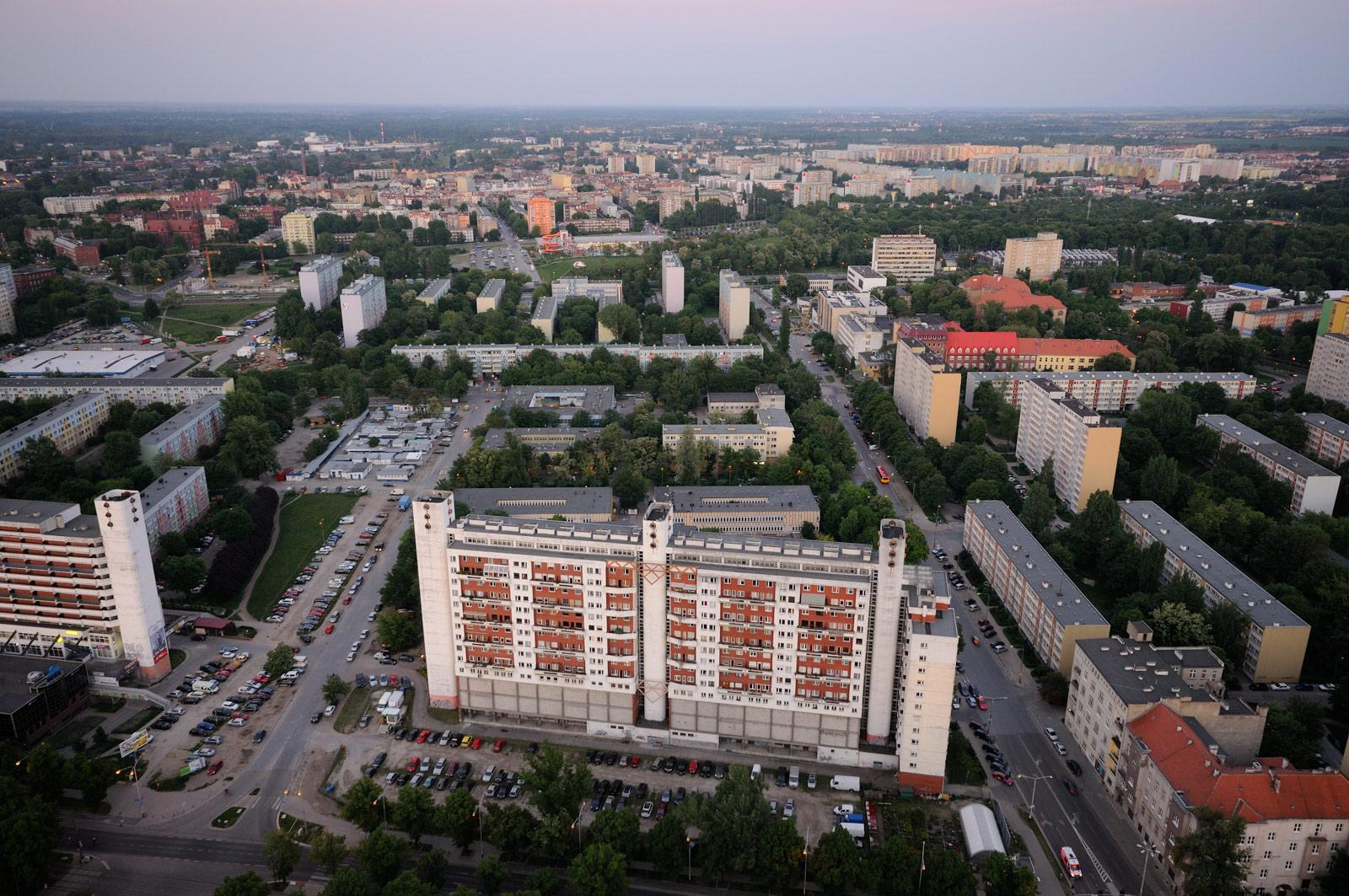
Widok ze Sky Tower

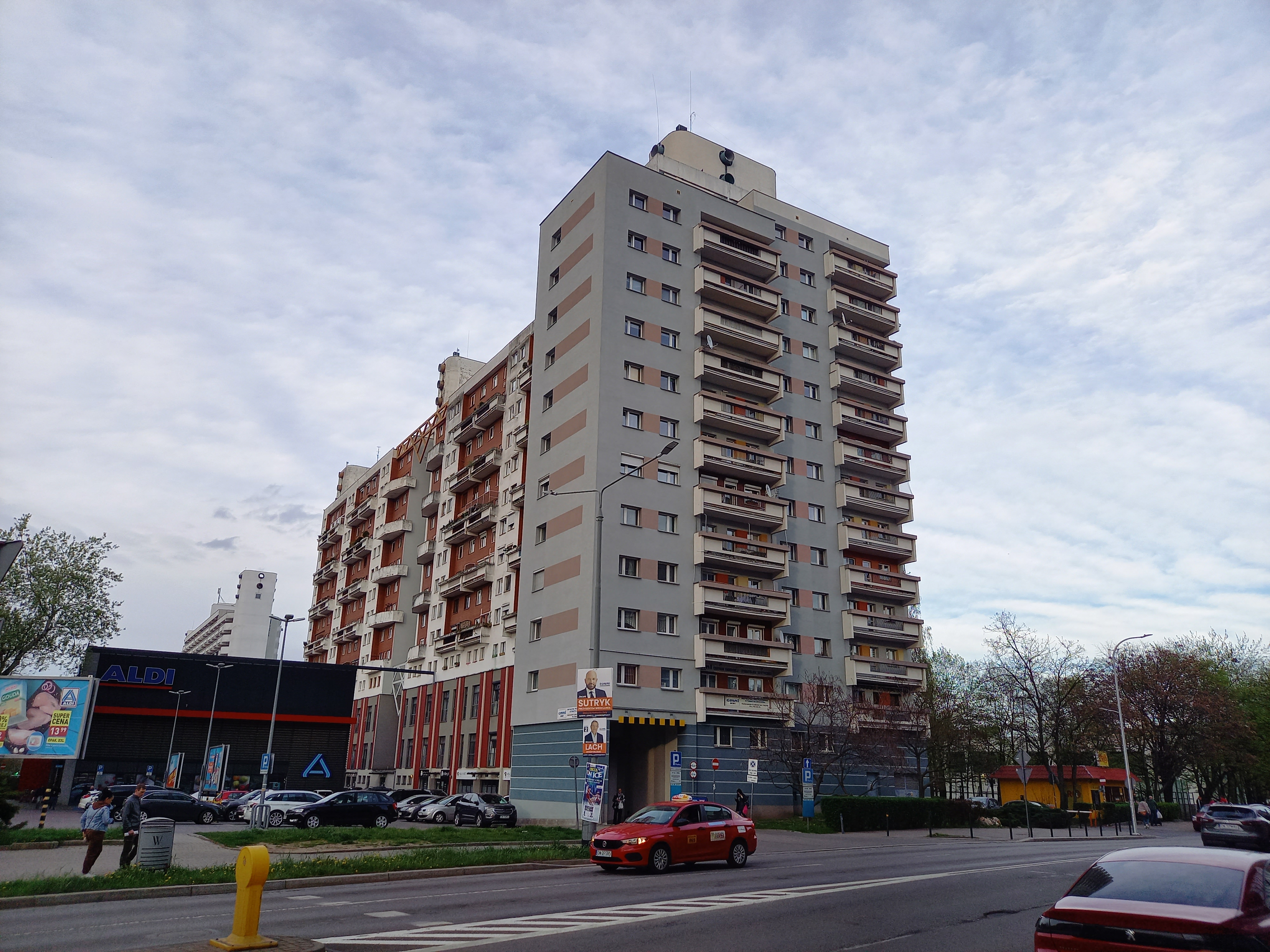
Widok od ul. Wielkiej

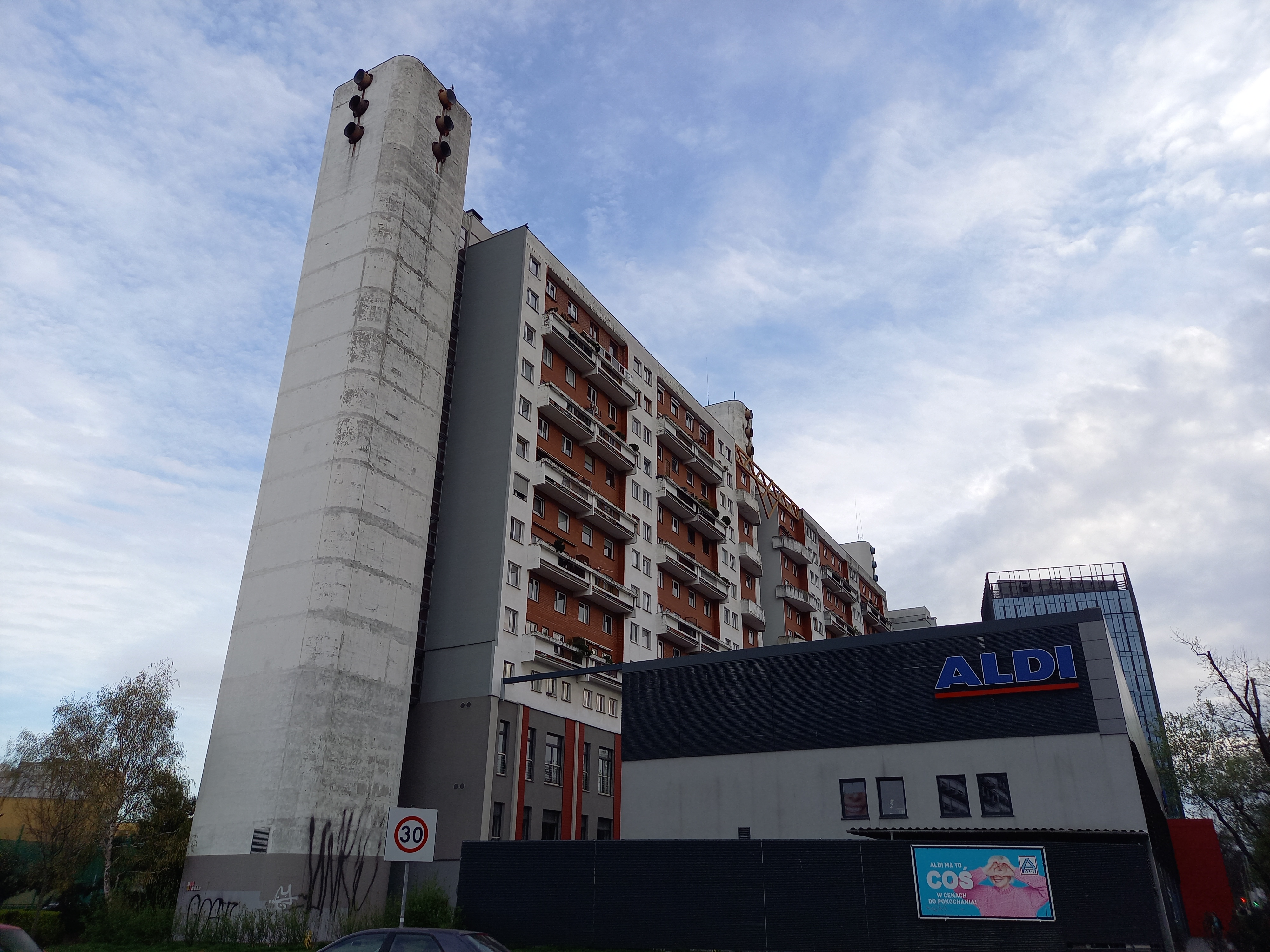
Widok od ul. Radosnej

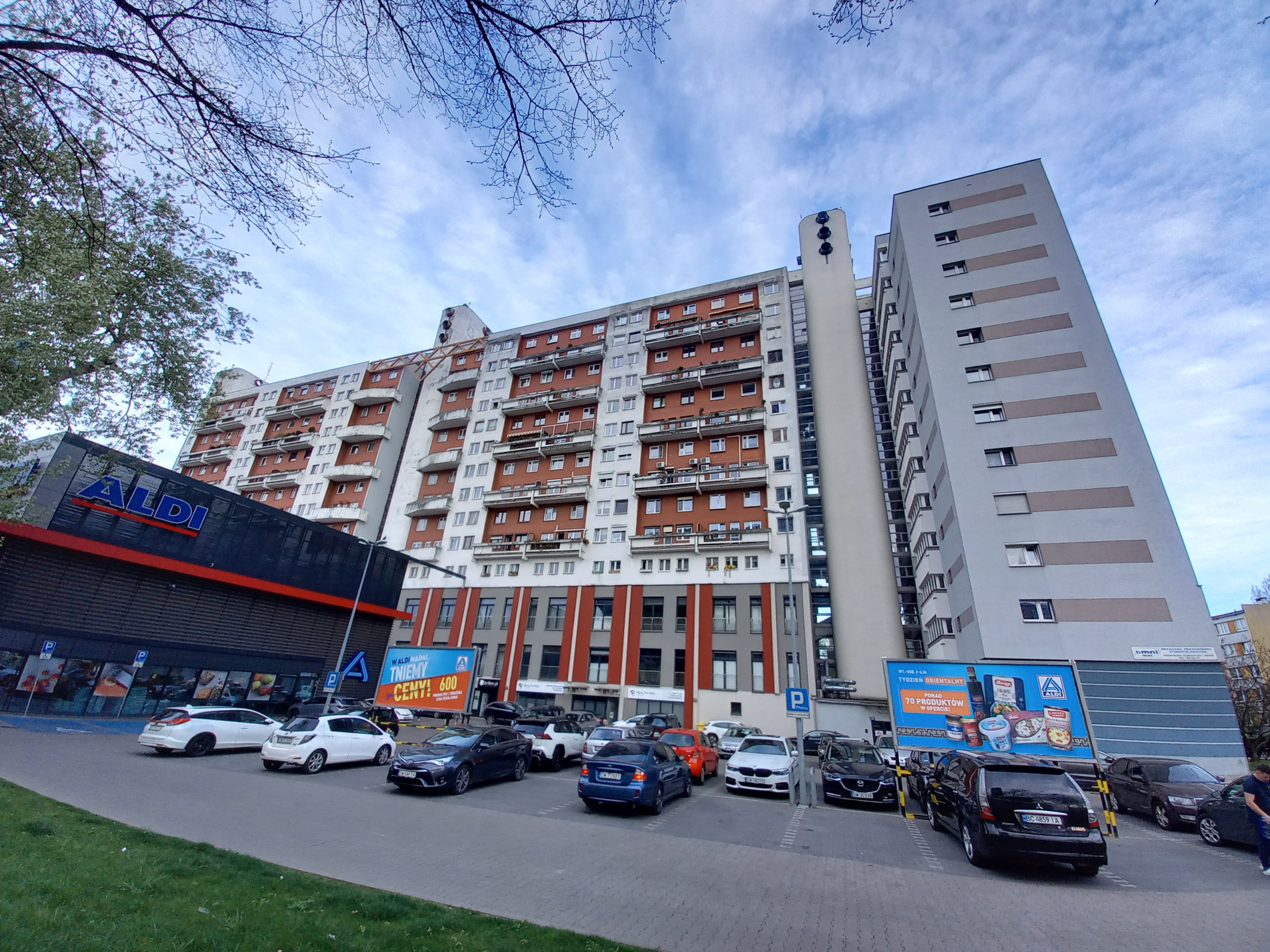
Widok od ul. Powstańców Śląskich

Galeriowiec przy ulicy Powstańców Śląskich 82-94 – budynek mieszalny położony we Wrocławiu przy ulicy Powstańców Śląskich 82-94 w ramach wrocławskiego osiedla Powstańców Śląskich (Osiedle Południe). Ten obiekt został zbudowany jako jeden z trzech budynków stanowiących tak zwaną ścianę wschodnią ulicy Powstańców Śląskich. W części mieszkalnej jest budynkiem typu galeriowiec. Dwie pierwsze kondygnacje przeznaczone były na lokale handlowo-usługowe, lecz przez znaczny okres czasu od oddania budynku od użytkowania tego zakresu nie wykonano. Ponadto nie wybudowano planowanych pawilonów handlowo-usługowych. Po latach teren przed budynkiem sprzedano. Zamiast projektowanego pierwotnie pasażu na terenie tym powstał supermarket sieci Aldi.

## Położenie i otoczenie
Budynek położony jest we Wrocławiu na osiedlu Powstańców Śląskich w dawnej dzielnicy Krzyki, w jednostce urbanistycznej Śródmieście Południowe. Adres zabudowy to ulica Powstańców Śląskich 82-94. Część miasta, w której leży budynek, zaliczana jest do obszarów wielkich osiedli blokowych, ze znacznym lub dużym stopniem wykorzystania terenu oraz z dużą lub średnią gęstością zaludnienia. Obszary takie charakteryzują się przejrzystym układem przestrzennym, czytelnym i zrozumiałym układem geometrycznym ulic oraz bogatym programem funkcjonalnym. Teren ten charakteryzuje się także wyjątkowo korzystnym dostępem do infrastruktury komunikacyjnej, a w bezpośrednim sąsiedztwie budynku znajdują się przystanki zarówno tramwajowe, jak i autobusowe dla linii komunikacyjnych w ramach wrocławskiej komunikacji miejskiej, zarówno dziennych, jak i nocnych.
Budynek położony jest w pierzei wschodniej ulicy, przy jej odcinku od ulicy Radosnej do ulicy Wielkiej. Po przeciwnej stronie ulicy Powstańców Śląskich w kierunku zachodnim położony jest Sky Tower, a po stronie wschodniej, w tym samym kwartale ulic, znajduje się zabudowa i teren szkoły – Sportowa Szkoła Podstawowa nr 72 Władka Zarembowicza.
Oprócz tego budynku tzw. ścianę wschodnią ulicy tworzą dwa kolejne galeriowce. Jeden z nich położony jest na północ od ulicy Radosnej – galeriowiec przy ulicy Powstańców Śląskich 46-64 we Wrocławiu, a drugi na południe od ulicy Wielkiej – galeriowiec przy ulicy Powstańców Śląskich 112-122 we Wrocławiu.

## Historia
Obszar tzw. Przedmieścia Południowego, w obrębie którego położony jest budynek, w dwudziestoleciu międzywojennym był jednym z najbardziej reprezentacyjnych, prestiżowych części miasta z najbogatszymi kamienicami i wyższym standardem zamieszkania. Osią całego założenia urbanistycznego była ulica Powstańców Śląskich. W wyniku działań wojennych prowadzonych podczas oblężenia Wrocławia w 1945 r., jakie miało miejsce pod koniec II wojny światowej, obszar ten uległ zniszczeniu, szacunkowo w około 90%.
W okresie Polskiej Rzeczypospolitej Ludowej (PRL) przystąpiono w latach 60. XX wieku do budowy Osiedla Południe. Kontynuowano ją jeszcze w latach 70. XX wieku, a pojedyncze inwestycje powstawały także w okresach późniejszych. Całe osiedle podzielone było na cztery części, przy czym teren na którym posadowiony jest budynek należał do osiedla Barbara. Osiedle zaprojektowano jako modernistyczne w całkowitym oderwaniu od historycznej zabudowy.
Budynek został zaprojektowany przez zespół architektów działający pod kierownictwem Juliana Łowińskiego. Budowę zakończono w 1995 r., ale bez części usługowej. W 2015 r. przeszedł znaczący remont. Następnie przebudowano dotychczas niewykorzystane dolne kondygnacje, które pierwotnie miały być przeznaczone pod handel i usługi, kreując na nich nowe mieszkania (52 apartamenty) oraz w niewielkiej części lokale usługowe. Inwestorem była firma AS Development. Teren zaś przed budynkiem sprzedano. Powstał tu sklep sieci działającej pod marką Aldi.

## Nieruchomości i własność
Budynek mieszkalny położony jest na działce gruntu o powierzchni wynoszącej 0,4198 ha. Ma ona w ewidencji gruntów i budynków przypisany identyfikator EGiB G5 026401_1.0022.AR_24.17 oraz identyfikator IIP PL.PZGiK.112.EGiB EF836992-DD61-4A7B-83CB-B057793451B1. Całość zaliczona jest do klasoużytku B – Tereny mieszkaniowe. Z kolei budynek według Klasyfikacji Środków Trwałych zaliczony jest do rodzaju m – budynki mieszkalne (110). Ma przypisany identyfikator EGiB G5 026401_1.0022.AR_24.17.1_BUD oraz identyfikator IIP PL.PZGiK.112.EGiB E0493A8F-9C78-4421-80B5-EB584A988EBD. Do budynku przypisane są następujące numery adresowe: 82, 84, 86, 88, 90, 92, 92a, 92b, 94. Nieruchomość ta stanowi współwłasność należącą do osób fizycznych i innych osób prawnych.
Oprócz powyższych elementów po stronie zachodniej położone są działki gruntu, na których miały powstać pawilony handlowe. Są to dwie działki o polach powierzchni odpowiednio: 0,1653 ha i 0,1463 ha. Na działkach tych posadowiony jest budynek przypisany do rodzaju h – budynki handlowo-usługowe (103) według Klasyfikacji Środków Trwałych. Ma on przypisany numer porządkowy 82a. Oprócz tego są jeszcze dwie działki na których miał przebiegać pasaż o powierzchniach odpowiednio 0,0238 ha i 0,0275 ha. Te działki są własnością innych osób prawnych. W budynku mieści się sklep należący do sieci marki Aldi, a przed nim urządzono parking.

## Architektura
Budynek jest jednym z trzech potężnych bloków tworzących ścianę (pierzeję) wschodnią ulicy Powstańców Śląskich. Wszystkie trzy wieżowce zbudowane są w układzie galeriowym. Jest budynkiem mieszkalno-usługowym. Choć stylistycznie architektura nawiązuje nieco do galeriowca przy ulicy Powstańców Śląskich 46-64 to zasadnicza różnica wynika z faktu, że w budynku zaprojektowano przede wszystkim mieszkania dwupoziomowe, a tym samym na fasadzie poziome pasy balustrad z betonu rozmieszczone są co drugą kondygnację na tle czerwonej wykładziny cegłopodobnej. Ponadto w odróżnieniu do dwóch pozostałych galeriowców, ten posiada krótkie skrzydło położone prostopadle do zasadniczej bryły, tworzące fragment północnej pierzei ulicy Wielkiej. Tak samo jak przy północnym galeriowcu żelbetowe wieże kryją w swoim wnętrzu pionowe ciągi komunikacyjne. W każdym z nich mieści się klatka schodowa i winda. Powierzchnia zabudowy budynku wynosi 1.621 m², a liczba kondygnacji w ewidencji gruntów i budynków określona jest na 14 kondygnacji nadziemnych.
Budynek supermarketu jest typowym obiektem zgodnym ze standardem marki sklepu w nim funkcjonującego. Powierzchnia zabudowy budynku wynosi 1.345 m², a liczba kondygnacji w ewidencji gruntów i budynków określona jest na 2 kondygnacje nadziemne.